# Hamburger Hill - Misiune sinucigașă
Hamburger Hill - Misiune sinucigașă (în engleză Hamburger Hill) este un film american de război de ficțiune din 1987 regizat de John Irvin.
Are loc în timpul bătăliei de la Hamburger Hill, un asalt din mai 1969 în timpul războiului din Vietnam dat de către Batalionul 3 al Armatei SUA („Iron Rakkasans”), din Regimentul 187 de Infanterie Aeropurtată al Diviziei 101 Aeropurtate.
Scris de James Carabatsos, în rolurile principale au interpretat Dylan McDermott (debut cinematografic), Steven Weber, Courtney B. Vance, Don Cheadle și Michael Boatman. A fost filmat în Filipine. O nuvelizare a fost scrisă de William Pelfrey. Filmul a fost produs de RKO Pictures și distribuit de Paramount Pictures.

## Distribuție
- Courtney B. Vance - medic specialist Abraham „Doc” Johnson †
- Dylan McDermott - sergent Adam Frantz
- Steven Weber - subofițer Dennis Worcester †
- Don Cheadle - soldat Johnny Washburn
- Anthony Barrile - soldat Vincent Languilli †
- Michael Boatman - soldat Ray Motown †
- Tim Quill - soldat Joseph Beletsky
- Tegan West - locotenent Terry Eden  †
- Tommy Swerdlow - soldat Martin Bienstock †
- Michael Dolan - soldat operator radio Harry Murphy †
- Daniel O'Shea - soldat Frank Gaigin †